# Woody Harrelson
Woody Harrelson (n. 23 iulie 1961, Midland⁠(d), Texas, SUA) este un actor american.

## Începutul de carieră
A intrat în atenția publicului odată cu rolul Woody Boyd din sitcomul Cheers. Alte roluri de referință, atât pentru public cât și pentru critica de specialitate, au fost Billy Hoyle din Albii nu pot sări, Roy Munson în Kingpin, Mickey Knox în Natural Born Killers, Larry Flynt în Scandalul Larry Flynt, Carson Wells în Nu există țară pentru bătrâni. Pentru rolul Larry Flynt a fost moninalizat în anul 1997 atât la Oscar, pentru Cel mai bun actor, cât și pentru Cea mai bună prestație masculină la Golden Globe. 

## Poziție
Harrelson este un entuziast și susținător al legalizării marijuanei și canabisului. El este vegan și raw foodist.
Harrelson se identifică ca anarhist. El susține mișcarea Adevărul despre 9/11 și a sprijinit redeschiderea investigației în cazul atacurilor de la 11 septembrie.

## Filmografie
| An           | Film                                            | Rol                                         | Note |  |
| ------------ | ----------------------------------------------- | ------------------------------------------- | --- |  |
| 1985-1993    | Cheers                                          | Woody Boyd                                  | TV Show |  |
| 1986         | Wildcats                                        | Krushinski                                  | film de debut |  |
| 1987         | Bay Coven                                       | Slater                                      | |  |
| 1988         | Cool Blue                                       | Dustin                                      | Direct pe video |  |
| 1988         | Mickey's 60th Birthday                          | Woody Boyd                                  | film de televiziune |  |
| 1988         | Killer Instinct                                 | Charlie Long                                | film de televiziune |  |
| 1990         | L.A. Story                                      | Harris' Boss                                | Cameo |  |
| 1990         | Mother Goose Rock 'n' Rhyme                     | Lou the Lamb                                | Cameo |  |
| 1991         | Doc Hollywood                                   | Hank Gordon                                 | |  |
| 1991         | Ted & Venus                                     | Vagabond, veteran al războiului din Vietnam | Cameo |  |
| 1992         | Albii nu pot sări                               | Billy Hoyle                                 | Nominalizare — MTV Movie Award for Best Kiss (împreună cu Rosie Perez) Nominalizare — MTV Movie Award for Best On-Screen Duo (împreună cu Wesley Snipes) |  |
| 1992         | Cheers: Last Call!                              | Woody Boyd                                  | NBC special |  |
| 1993         | Indecent Proposal                               | David Murphy                                | MTV Movie Award for Best Kiss (împreună cu Demi Moore) Golden Raspberry Award for Worst Supporting Actor |  |
| 1994         | Natural Born Killers                            | Mickey Knox                                 | Nominalizare — MTV Movie Award for Best Kiss (împreună cu Juliette Lewis) Nominalizare — MTV Movie Award for Best On-Screen Duo (împreună cu Juliette Lewis) |  |
| 1994         | The Cowboy Way                                  | Pepper Lewis                                | |  |
| 1994         | I'll Do Anything                                | Ground Zero Hero                            | |  |
| 1995         | Money Train                                     | Charlie                                     | |  |
| 1996         | Scandalul Larry Flynt                           | Larry Flynt                                 | Nominalizare — Academy Award for Best Actor Nominalizare — Golden Globe Award for Best Actor – Motion Picture Drama Nominalizare — Screen Actors Guild Award for Outstanding Performance by a Male Actor in a Leading Role |  |
| 1996         | Kingpin                                         | Roy Munson                                  | |  |
| 1996         | The Sunchaser                                   | Dr. Michael Reynolds                        | |  |
| 1997         | Wag the Dog                                     | Sgt. William Schumann                       | |  |
| 1997         | Welcome to Sarajevo                             | Jordan Flynn                                | |  |
| 1998         | La hotarul dintre viață și moarte               | Sgt. Keck                                   | |  |
| 1998         | Palmetto                                        | Harry Barber                                | |  |
| 1998         | The Hi-Lo Country                               | Big Boy Matson                              | |  |
| 1999         | Play It to the Bone                             | Vince Boudreau                              | |  |
| 1999         | EDtv                                            | Ray Pekurny                                 | |  |
| 1999         | Austin Powers: The Spy Who Shagged Me           | În rolul său                                | Cameo |  |
| 1999         | Grass                                           | În rolul său                                | Narator |  |
| 2003         | Al naibii tratament!                            | Galaxia/Security Gary                       | |  |
| 2003         | Go Further                                      | Himself                                     | documentar |  |
| 2003         | Scorched                                        | Jason 'Woods' Valley                        | |  |
| 2004         | After the Sunset                                | Stanley "Stan" P. Lloyd                     | |  |
| 2004         | She Hate Me                                     | Lenald Power                                | |  |
| 2005         | North Country                                   | Bill White                                  | |  |
| 2005         | The Prize Winner of Defiance, Ohio              | Leo "Kelly" Ryan                            | Limited |  |
| 2005         | Marele Alb                                      | Raymond "Ray" Barnell                       | |  |
| 2006         | Free Jimmy                                      | Roy Arnie (voce)                            | Versiunea engleză lansată în 2008 |  |
| 2006         | Viziuni întunecate                              | Ernie Luckman                               | |  |
| 2006         | A Prairie Home Companion                        | Dusty                                       | Nominalizare — Gotham Award for Best Ensemble Cast |  |
| 2007         | The Walker                                      | Carter Page III                             | |  |
| 2007         | Nu există țară pentru bătrâni                   | Carson Wells                                | Screen Actors Guild Award for Outstanding Performance by a Cast in a Motion Picture |  |
| 2007         | Battle in Seattle                               | Dale                                        | |  |
| 2007         | The Grand                                       | One Eyed Jack Faro                          | |  |
| 2007         | Nanking                                         | Bob Wilson                                  | |  |
| 2008         | Semi-Pro                                        | Ed Monix                                    | |  |
| 2008         | Sleepwalking                                    | Randall                                     | |  |
| 2008         | Transsiberian                                   | Roy                                         | Nominalizare — Saturn Award for Best Supporting Actor |  |
| 2008         | Surfer, Dude                                    | Jack                                        | |  |
| 2008         | Management                                      | Jango                                       | |  |
| 2008         | Seven Pounds                                    | Ezra Turner                                 | |  |
| 2009         | The Messenger                                   | Căpitan Anthony 'Tony' Stone                | Independent Spirit Award for Best Supporting Male National Board of Review Award for Best Supporting Actor San Diego Film Critics Society Award for Body of Work Nominalizare — Academy Award for Best Supporting Actor Nominalizare — Broadcast Film Critics Association Award for Best Supporting Actor Nominalizare — Chicago Film Critics Association Award for Best Supporting Actor Nominalizare — Detroit Film Critics Society Award for Best Supporting Actor Nominalizare — Golden Globe Award for Best Supporting Actor – Motion Picture Nominalizare — Houston Film Critics Society Award for Best Supporting Actor Nominalizare — Satellite Award for Best Supporting Actor - Motion Picture Nominalizare — San Diego Film Critics Society Award for Best Supporting Actor Nominalizare — Screen Actors Guild Award for Outstanding Performance by a Male Actor in a Supporting Role Nominalizare — Washington D.C. Area Film Critics Association for Best Supporting Actor |  |
| 2009         | Defendor                                        | Arthur Poppington/Defendor                  | |  |
| 2009         | Zombieland                                      | Tallahassee                                 | San Diego Film Critics Society Award for Body of Work Nominalizare — Detroit Film Critics Society Award for Best Supporting Actor Nominalizare — Detroit Film Critics Society Award for Best Cast Nominalizare — Saturn Award for Best Supporting Actor Nominalizare - Scream Awards for Best Horror Actor |  |
| 2009         | 2012                                            | Charlie Frost                               | San Diego Film Critics Society Award for Body of Work |  |
| 2011         | Friends with Benefits                           | Tommy                                       | |  |
| 2011         | Bunraku                                         | The Bartender                               | |  |
| 2011         | Rampart                                         | Dave Brown                                  | |  |
| 2011         | 2012                                            | The Hunger Games                            | Haymitch Abernathy |  |
| Zombieland 2 | 2012                                            | Tallahassee                                 | |  |
| 2012         | 2012                                            | Seven Psychopaths                           | Charlie Costello |  |
| 2013         | How to Make Money Selling Drugs                 | Himself                                     | Documentar |  |
| 2013         | Now You See Me                                  | Merritt McKinney                            | |  |
| 2013         | Out of the Furnace                              | Harlan DeGroat                              | |  |
| 2013         | Free Birds                                      | Jake                                        | Voce |  |
| 2013         | Jocurile foamei: Sfidarea                       | Haymitch Abernathy                          | |  |
| 2014         | The Hunger Games: Mockingjay – Part 1           | Haymitch Abernathy                          | |  |
| 2015         | The Hunger Games: Mockingjay – Part 2           | Haymitch Abernathy                          | |  |
| 2016         | Triple 9                                        | Sergeant Detective Jeffrey Allen            | |  |
| 2016         | Now You See Me 2                                | Merritt McKinney/Chase McKinney             | |  |
| 2016         | The Duel                                        | Abraham Brant                               | |  |
| 2016         | LBJ                                             | Lyndon B. Johnson                           | |  |
| 2016         | The Edge of Seventeen                           | Mr. Bruner                                  | |  |
| 2017         | Wilson                                          | Wilson                                      | |  |
| 2017         | Planeta Maimuțelor: Războiul                    | The Colonel                                 | |  |
| 2017         | Trei panouri publicitare lângă Ebbing, Missouri | Sheriff Bill Willoughby                     | |  |
| 2017         | The Glass Castle                                | Rex Walls                                   | |  |